# Гонсалес, Роман (боксёр)
Роман Альберто Гонсалес Луна (исп. Román Alberto González Luna; 17 июня 1987, Манагуа, Никарагуа) — никарагуанский боксёр-профессионал, выступающий во второй наилегчайшей весовой категории. Чемпион мира в минимальной (версия WBA, 2008—2010), первой наилегчайшей (версия WBA, 2010—2012), наилегчайшей (версия WBC, 2014—2016) и второй наилегчайшей (WBC, 2016—2017; WBA, 2020—2021) весовых категориях.
Лучший боксёр вне зависимости от весовой категории по версии журнала «The Ring» (2015—2017). Обладатель награды «Возвращение года» (2020) по версии журнала «The Ring». Первый и единственный боксёр из Никарагуа, ставший чемпионом мира в четырёх весовых категориях.

## Любительская карьера
- В 2004 году на центрально-американских играх в Коста-Рике, выиграл золотую медаль в весовой категории до 48 кг.

Всего на любительском ринге Роман Гонсалес провёл 88 поединков, и во всех одержал победу.

## Профессиональная карьера

### 2005 год
Дебютировал на профессиональном боксе 1 июля в Манагуа(Никарагуа) в наилегчайшем дивизионе выиграл нокаутом во 2 раунде Рамона Урбина (0-1-0). 19 августа в Манагуа выиграл нокаутом дебютанта Николаса Меркадо, бой прошел в первом наилегчайшем весе. 30 сентября в Манагуа выиграл нокаутом в первом раунде дебютанта Давида Сентено, бой прошел в наилегчайшем дивизионе. 15 октября в Манагуа выиграл нокаутом в третьем раунде непобежденного Эдди Кастро(5-0-0), бой прошел в первом наилегчайшем весе.

### 2006 год
В этом году он провёл шесть боёв и все выиграл нокаутом, а также выиграл два второстепенных титула. 20 января в Манагуа выиграл нокаутом в первом раунде Роберто Меза(0-4-0), бой проходил в первом наилегчайшем весе. 3 марта в Манагуа выиграл нокаутом во втором раунде Хосе Мартинеза(8-8-0), бой проходил в наилегчайшем весе. 31 марта в Манагуа выиграл отказом от продолжения боя в 5 раунде Франсиско Меза(2-10-2) и снова с ним же встретился 1 сентября и выиграл нокаутом во втором раунде, оба боя прошли в первом наилегчайшем весе. 6 октября в Манагуа выиграл нокаутом в 1 раунде Оскара Мурильо (11-10-0) и также завоевал вакантные титулы чемпиона Никарагуа и титул WBA Fedecentro в первом наилегчайшем весе. 15 декабря в Манагуа провел первую защиту нокаутировав в 7 раунде Хуана Франсиско Сентено(14-9-0).

### 2007 год
В 2007 году провёл шесть боёв все нокаутом выиграны и ещё один второстепенный титул. 16 февраля в Манагуа Роман нокаутировал в первом раунде Элвиса Ромеро(3-8-0), бой прошел в первом наилегчайшем весе. 30 марта в Манагуа во второй раз защитил свой титул нокаутировав во втором раунде мексиканца Висенте Эрнандеса(3-9-1). 12 мая в Манагуа Роман нокаутировал в 1 раунде бывшего претендента на титул WBO в минимальном весе(проиграл в 2006 году Ивану Кальдерону) Хосе Луиса Варело(14-2-0) из Венесуэла на кону стоял титул WBA Fedecentro в минимальном весе. 13 июля в Манагуа провёл первую защиту титула чемпиона Никарагуа выиграв нокаутом в третьем раунде бывшего претендента на титул WBO в минимальном весе(проиграл в 2006 году также Ивану Кальдерону) Мигеля Теллеса(18-7-0). 3 ноября в Токио(Япония) первый бой за пределами Никарагуа Романа против дважды претендента на титул WBA в минимальном весе(оба раза в 2005 и 2007 году проиграл Ютака Ниида) Эриберто Гийом(23-2-1) из Филиппин, отправив нокаут в первом раунде. 14 декабря в Манагуа выиграл во 2 раунде Хавьера Тельо(12-6-2) из Панамы.

### Минимальный вес

#### Чемпионский бой с Нииде Ютаке
В 2008 году Роман выиграл 6 боёв и стал чемпионом мира в минимальном весе. 14 января в Иокогама(префектура Канагава, Япония) выиграл единогласным решением судей(100-90 100-90 98-92) японца Хироси Мацумото(17-7-4), бой проходил в первом наилегчайшем весе. 29 февраля в Манагуа выиграл единогласным решением судей мексиканца Хавьера Мурильо(8-8-1).13 июня в Манагуа нокаутировал в третьем раунде Хуана Франсиско Сентено(14-12-0), это был второй бой с этим бойцом. 12 июля в Манагуа нокаутировал во втором раунде Абрахама Ириаса(5-12-0). 19 сентября 2008 года двадцатилетний Гонсалес отправился в Японию к местному чемпиону, Нииде Ютаке. Это была уже восьмая защита титула японского боксёра, на счету которого было 23 победы и всего одно спорное поражение по очкам с близким счётом. Малоизвестный к тому моменту Гонсалес уничтожил чемпиона за неполных четыре раунда, тем самым завершив его карьеру. Гонсалес стал чемпионом мира по версии WBA в минимальной весовой категории (до 47,6 кг) в своём 21-м бою в двадцатилетнем возрасте. 13 декабря в Манагуа не титульном бою нокаутировал во втором раунде Мигеля Теллеса(18-11-0), выиграл его во второй раз.

### 2009 год
В 2009 году Гонсалес дважды защитил свой титул. Победил по очкам мексиканца, Франсиско Росаса(20-5-2), и будущего чемпиона мира, японца, Кацунари Такаяму(23-3-0).

### 2010 год
30 января 2010 года Гонсалес нокаутировал в четвёртом раунде мексиканца Ивана Менесеса (14-5-1). 3 сентября выиграл нокаутом во втором раунде Хесуса Лимонеса(10-1-1). После этого боя Гонсалес поднялся в первый наилегчайший вес.

### Первый наилегчайший вес
24 октября 2010 года, Роман Гонсалес нокаутировал во втором раунде мексиканца Франсиско Росаса(21-7-2) и завоевал титул временного чемпиона мира по версии WBA в весовой категории до 49 кг. Это был второй бой соперников, в котором Гонсалес закрыл свою единственную близкую победу по очкам и взял реванш нокаутом.

### 2011 год
В марте 2011 года Гонсалес завоевал полноценный титул чемпиона мира по версии WBA, нокаутировав мексиканца Мануэля Варгаса(29-7-1).
До 2013 года провёл четыре успешные защиты, первые три из которых выиграл нокаутом, а 17 ноября 2012 года в четвёртой защите титула победил по очкам близким решением малоизвестного к тому моменту будущего чемпиона мира мексиканца Хуана Франсиско Эстраду. После этой победы Гонсалес поднялся в наилегчайший вес.

### Наилегчайший вес
В мае 2013 года Гонсалес нокаутировал колумбийца Рональда Барреру.
21 сентября 2013 года нокаутировал молодого мексиканца, будущего чемпиона мира, Франсиско Родригеса младшего.
5 сентября 2014 года в Японии победил Акиру Яэгаси и завоевал титул чемпиона мира по версиям WBC и The Ring в наилегчайшем весе.

### Выступление наHBO
Подписал контракт с американским каналом HBO.
Первый бой на канале провёл 16 мая 2015 года. Победил экс-чемпиона мира в 1-м наилегчайшем весе мексиканца Эдгара Сосу техническим нокаутом во 2-м раунде. Поединок прошёл в рамках вечера, главным событием которого стал бой между Геннадием Головкиным и Вилли Монро-младшим.
17 октября 2015 года защитил титул WBC в наилегчайшем весе в бою против экс-чемпиона мира в двух весовых категориях американца Брайана Вилории. Гонсалес контролировал ход боя. В 9-м раунде рефери остановил поединок, зафиксировав победу никарагуанца техническим нокаутом. Бой прошёл по системе платных трансляций HBO PPV в рамках вечера Головкин — Лемьё.
После победы над Вилорией, Гонсалес подписал контракт с промоутерской компаний братьев Кличко, К2 Promotions. К2 будет сопромоутером японской компании Teiken Promotions.
23 апреля 2016 года встретился с бывшим претендентом на титул чемпиона мира в наилегчайшем весе пуэрториканцем Маквильямсом Арройо. Поединок продлился все 12 раундов. Гонсалес одержал победу по очкам. Счёт судей: 120—108 и 119—109 (дважды).

### Второй наилегчайший вес
10 сентября 2016 года встретился с чемпионом мира во 2-м наилегчайшем весе по версии WBC не имеющим поражений мексиканцем Карлосом Куадрасом. Поединок продлился все 12 раундов. Судьи единогласно отдали победу Гонсалесу: 116—112, 115—113, 117—111. Роман стал первым боксёром из Никарагуа, который владел титулом чемпиона мира в четырёх весовых категориях. Предыдущий рекорд принадлежал Алексису Аргуэльо, который был чемпионом мира в трёх весовых категориях.

#### Бои соСрисакетом Сор Рунгвисаи
18 марта 2017 года встретился с экс-чемпионом мира во 2-м наилегчайшем весе тайцем Срисакетом Сор Рунгвисаи. В первом же раунде Сор Рунгвисаи отправил Гонсалеса в нокдаун. Чемпион быстро пришёл в себя и продолжил бой. В каждом из раундов спортсмены вступали в жёсткий обмен ударами. В 3-м раунде чемпион получил рассечение из-за удара головой со стороны претендента. По ходу боя таец неоднократно наносил удары головой. В 6-м раунде рефери снял с него одно очко за данное нарушение. В целом, поединок получился зрелищным и насыщенным. Удачные моменты были у обоих боксёров, но чемпион выглядел предпочтительнее. После двенадцати раундов судьи неожиданно отдали победу тайскому бойцу: один судья выставил ничейный счёт (113—113), а двое других отдали победу Сор Рунгвисаи — 114—112. Это поражение стало первым в карьере Гонсалеса. Зрители, присутствовавшие в зале, освистали решение судей. Согласно статистике Compubox, никарагуанец нанёс на 157 точных ударов больше своего соперника (441 против 284). Гарольд Ледерман, независимый судья канала HBO, выставил счёт 114—112 в пользу Гонсалеса. Портал ESPN.com выставил 117—109 в пользу Гонсалеса. Сам Роман сказал, что выиграл этот бой и хочет незамедлительный реванш.
9 сентября 2017 года состоялся матч-реванш. В 4-м раунде таец отправил Гонсалеса в нокдаун ударом справа. Роман поднялся и продолжил бой. Через несколько секунд чемпион снова отправил Гонсалеса на настил ринга. Рефери остановил бой, зафиксировав победу Рунгвисаи нокаутом.
15 сентября 2018 года нокаутировал в 5-м раунде экс-чемпиона мира в минимальном весе мексиканца Моисеса Фуэнтеса.

#### Возвращение титула чемпиона мира: Бой с Халидом Яфайем
Яфай удивил со стартового гонга. Решил зарубиться с Гонсалесом в рубке в инфайтинге. Идея не сработала: никарагуанец выглядел ярче, здорово работал по корпусу, перебивал чемпиона, напомнил о своих фирменных апперкотах. Британец дважды за 3 раунда терял капу. Тренер Яфая требовал от бойца боксировать с дальней дистанции — тот никак не мог справиться с прессингом Гонсалеса. Чемпион постоянно вязал претендента в клинче, в 6-м раунде посёк головой возле правого глаза. У Яфая с каждым последующим раундом дела шли всё хуже. В концовке 8-й трёхминутки британец побывал на канвасе. Он попытался отбегаться, но в 9-м раунде Гонсалес попал правым прямым в челюсть. Яфай рухнул на канвас, рефери остановил бой.
23 октября 2020 года победил бывшего претендента на титул чемпиона мира во 2-м наилегчайшем весе мексиканца Исраэля Гонсалеса.

### Второй бой с Хуаном Франсиско Эстрадой
13 марта 2021 года встретился в объединительном бою с чемпионом мира во 2-м наилегчайшем весе по версиям WBC и The Ring мексиканцем Хуаном Франсиско Эстрадой. Поединок, продлившийся все 12 раундов, получился зрелищным и конкурентным. Оба боксёра действовали быстро и агрессивно, выбрасывая большое количество ударов. Судьи отдали победу Эстраде раздельным решением. Данное решение является весьма спорным. В пользу Гонсалеса говорит и статистика ударов (391 точное попадание против 314 у Эстрады).
5 марта 2022 года победил по очкам экс-чемпиона мира в наилегчайшем весе мексиканца Хулио Сесара Мартинеса.

### Третий бой с Хуаном Франсиско Эстрадой

#### Бой с Робером Баррерой
Вернется на ринг 12 июля 2024 года у себя на родине в Никарагуа в поединке против 31-летнего колумбийского боксера Робера Барреры. Бой пройдет в легчайшем весе, так как Гонсалес не намерен прощаться со своим поклонниками и своей боксерской карьерой и хочет стать чемпионом мира в пятой весовой категории.

## Статистика боёв
В таблице перечислены результаты всех поединков боксёров.
В каждой строке указан результат поединка. Дополнительно номер поединка обозначен цветом, который обозначает итог поединка. Расшифровка обозначений и цветов представлена в нижеследующей таблице.
| Пример | Расшифровка                     |
| ------ | ------------------------------- |
|        | Победа                          |
|        | Ничья                           |
|        | Поражение                       |
|        | Планируемый поединок            |
|        | Поединок признан несостоявшимся |
| КО     | Нокаут                          |
| ТКО    | Технический нокаут              |
| PTS    | Решение судей (по очкам)        |
| UD     | Единогласное решение судей      |
| MD     | Решение большинства судей       |
| SD     | Раздельное решение судей        |
| RTD    | Отказ от продолжения боя        |
| DQ     | Дисквалификация                 |
| NC     | Поединок признан несостоявшимся |

| 55 поединков, 51 победа (41 нокаутом), 4 поражения. | 55 поединков, 51 победа (41 нокаутом), 4 поражения. | 55 поединков, 51 победа (41 нокаутом), 4 поражения. | 55 поединков, 51 победа (41 нокаутом), 4 поражения.              | 55 поединков, 51 победа (41 нокаутом), 4 поражения. | 55 поединков, 51 победа (41 нокаутом), 4 поражения. |
| Бой                                                 | Дата                                                | Соперник                                            | Место проведения                                                 | Результат                                           | Примечание |
| --------------------------------------------------- | --------------------------------------------------- | --------------------------------------------------- | ---------------------------------------------------------------- | --------------------------------------------------- | --- |
| 55                                                  | 3 декабря 2022                                      | Хуан Франсиско Эстрада                              | Desert Diamond Arena, Глендейл , США                             | MD 12                                               | Бой за титул чемиона мира по версии The Ring и вакантный титул WBC во 2-м наилегчайшем весе.                                                                           |
| 54                                                  | 5 марта 2022                                        | Хулио Сесар Мартинес (18-1)                         | Pechanga Arena, Сан-Диего, Калифорния, США                       | UD 12                                               | Завоевал вакантный титул WBC Diamond во 2-м наилегчайшем весе. Счёт: 116-112, 117-110, 118-110.                                                                        |
| 53                                                  | 13 марта 2021                                       | Хуан Франсиско Эстрада (41-3)                       | Американ Эйрлайнс-центр, Даллас, Техас, США                      | SD 12                                               | Чемпион мира в 2-м наилегчайшем весе по версиям WBA (2-я защита Гонсалеса), WBC (3-я защита Эстрады) и The Ring (3-я защита Эстрады). Счёт: 115-113, 111-117, 113-115. |
| 52                                                  | 23 октября 2020                                     | Исраэль Гонсалес (25-3)                             | Gimnasio TV Azteca, Мехико, Мексика                              | UD 12                                               | Защитил титул чемпиона мира в 2-м наилегчайшем весе по версии WBA (1-я защита Гонсалеса). Счёт: 118-110, 117-111, 116-112.                                             |
| 51                                                  | 29 февраля 2020                                     | Халид Яфай (26-0)                                   | Ford Center at The Star, Фриско, Техас, США                      | TKO 9 (12), 0:29                                    | Завоевал титул чемпиона мира в 2-м наилегчайшем весе по версии WBA (6-я защита Яфайя). Яфай в нокдауне во 8-м и 9-м раундах.                                           |
| 50                                                  | 23 декабря 2019                                     | Диомель Диокос (14-5-3)                             | Arena, Иокогама, Канагава, Япония                                | TKO 2 (8), 2:20                                     | |
| 49                                                  | 15 сентября 2018                                    | Моисес Фуэнтес (25-5-1)                             | Ти-Мобайл Арена, Лас-Вегас, Невада, США                          | KO 5 (10), 1:44                                     | |
| 48                                                  | 9 сентября 2017                                     | Срисакет Сор Рунгвисаи (43-4-1)                     | Стабхаб Сентер, Карсон, Калифорния, США                          | KO 4 (12), 1:18                                     | Бой за титул чемпиона во 2-м наилегчайшем весе по версии WBC (1-я защита Рунгвисаи). Гонсалес в нокдауне в 4-м раунде.                                                 |
| 47                                                  | 18 марта 2017                                       | Срисакет Сор Рунгвисаи (42-4-1)                     | Мэдисон Сквер Гарден, Нью-Йорк, штат Нью-Йорк, США               | MD 12                                               | Потерял титул чемпиона во 2-м наилегчайшем весе по версии WBC (1-я защита Гонсалеса). Гонсалес в нокдауне в 1-м раунде. Счёт судей: 113-113 и 112-114 (дважды).        |
| 46                                                  | 10 сентября 2016                                    | Карлос Куадрас (35-0-1)                             | Форум, Инглвуд, Калифорния, США                                  | UD 12                                               | Чемпион мира во 2-м наилегчайшем весе по версии WBC (7-я защита Куадраса). Счёт судей: 116-112, 115-113, 117-111.                                                      |
| 45                                                  | 23 апреля 2016                                      | Маквильямс Арройо (16-2-0)                          | Форум, Инглвуд, Калифорния, США                                  | UD 12                                               | Чемпион мира в наилегчайшем весе по версии WBC (4-я защита Гонсалеса). Счёт судей: 120-108 и 119-109 (дважды).                                                         |
| 44                                                  | 17 октября 2015                                     | Брайан Вилория (36-4-0)                             | Мэдисон Сквер Гарден, Нью-Йорк, штат Нью-Йорк, США               | TKO 9 (12)                                          | Чемпион мира в наилегчайшем весе по версии WBC (3-я защита Гонсалеса). Вилория в нокдауне в 3-м раунде.                                                                |
| 43                                                  | 16 мая 2015                                         | Эдгар Соса (51-8-0)                                 | Форум, Инглвуд, Калифорния, США                                  | TKO 2 (12)                                          | Чемпион мира в наилегчайшем весе по версии WBC (2-я защита Гонсалеса). Соса три раза в нокдауне во 2-м раунде.                                                         |
| 42                                                  | 28 февраля 2015                                     | Валентин Леон (38-28-3)                             | Puerto Salvador Allende, Манагуа, Никарагуа                      | TKO 3 (10)                                          | Леон в нокдауне один раз во 2-м и два раза в 3-м раунде. |
| 41                                                  | 22 ноября 2014                                      | Рокки Фуэнтес (35-7-2)                              | Yokohama International Swimming Pool, Иокогама, Канагава, Япония | TKO 6 (12)                                          | Чемпион мира в наилегчайшем весе по версии WBC (1-я защита Гонсалеса). Фуэнтес в нокдауне в 6-м раунде.                                                                |
| 40                                                  | 5 сентября 2014                                     | Акира Яэгаси (20-3-0)                               | Yoyogi #2 Gymnasium, Токио, Япония                               | TKO 9 (12)                                          | Чемпион мира в наилегчайшем весе по версии WBC (4-я защита Яэгаси). Яэгаси в нокдауне в 3-м и 9-м раунде.                                                              |
| 39                                                  | 6 апреля 2014                                       | Хуан Пурисима (11-4-1)                              | Ota-City General Gymnasium, Токио, Япония                        | TKO 3 (8)                                           | |
| 38                                                  | 15 февраля 2014                                     | Хуан Кантун (21-5-3)                                | Palenque de la Feria Mesoamericana, Тапачула, Чьяпас, Мексика    | TKO 6 (10)                                          | Кантун два раза в нокдауне в 6-м раунде. |
| 37                                                  | 10 ноября 2013                                      | Оскар Бланкет (32-6-1)                              | Kokugikan, Токио, Япония                                         | TKO 2 (10)                                          | Бланкет в нокдауне в 1-м раунде. |
| 36                                                  | 21 сентября 2013                                    | Франсиско Родригес-младший (12-1-0)                 | Crowne Plaza, Манагуа, Никарагуа                                 | TKO 7 (10)                                          | |
| 35                                                  | 25 мая 2013                                         | Рональд Баррера (30-11-2)                           | Polideportivo Espana, Манагуа, Никарагуа                         | TKO 5 (10)                                          | Баррера в нокдауне в 5-м раунде. |
| 34                                                  | 17 ноября 2012                                      | Хуан Франсиско Эстрада (26-1-0)                     | Sports Arena, Лос-Анджелес, Калифорния, США                      | UD 12                                               | Чемпион мира в 1-м наилегчайшем весе по версии WBA (5-я защита Гонсалеса). Счёт судей: 118/110 и 116/112 (дважды).                                                     |
| 33                                                  | 6 октября 2012                                      | Стивен Монтерроса (9-0-2)                           | Hotel Holiday Inn, Манагуа, Никарагуа                            | TKO 3 (10)                                          | Монтерроса в нокдауне в 1-м и во 2-м раунде. |
| 32                                                  | 28 апреля 2012                                      | Рамон Гарсия Эралес (16-3-1)                        | Fairplex, Помона, Калифорния, США                                | KO 4 (12)                                           | Чемпион мира в 1-м наилегчайшем весе по версии WBA (4-я защита Гонсалеса). Эралес дважды в нокдауне в 4-м раунде.                                                      |
| 31                                                  | 17 марта 2012                                       | Мануэль Хименес (11-2-1)                            | Palenque de Gallos, Кульякан, Синалоа, Мексика                   | KO 1 (10)                                           | |
| 30                                                  | 1 октября 2011                                      | Омар Сото (22-8-2)                                  | Marquee Ballroom, MGM Grand, Лас-Вегас, Невада, США              | KO 2 (12)                                           | Чемпион мира в 1-м наилегчайшем весе по версии WBA (3-я защита Гонсалеса).                                                                                             |
| 29                                                  | 16 июля 2011                                        | Омар Саладо (22-3-2)                                | Plaza de Toros, Канкун, Кинтана-Роо, Мексика                     | TKO 7 (12)                                          | Чемпион мира в 1-м наилегчайшем весе по версии WBA (2-я защита Гонсалеса). Саладо в нокдауне два раза в 1-м и один раз в 7-м раунде.                                   |
| 28                                                  | 19 марта 2011                                       | Мануэль Варгас (30-7-1)                             | Plaza San Diego, Сан-Педро-Чолула, Пуэбла, Мексика               | UD 12                                               | Чемпион мира в 1-м наилегчайшем весе по версии WBA (1-я защита Гонсалеса). Счёт судей: 119/109 и 116/112 (дважды).                                                     |
| 27                                                  | 24 октября 2010                                     | Франсиско Росас (21-7-2)                            | Kokugikan, Токио, Япония                                         | KO 2 (12)                                           | Вакантный титул временного чемпиона мира в 1-м наилегчайшем весе по версии WBA. Росас в нокдауне 3 раза.                                                               |
| 26                                                  | 3 сентября 2010                                     | Хесус Лимонес (10-1-1)                              | Centro de Convenciones, Hotel Camino Real, Манагуа, Никарагуа    | TKO 2 (10)                                          | Лимонес в нокдауне в 1-м раунде. |
| 25                                                  | 30 января 2010                                      | Иван Менесес (14-5-1)                               | Auditorio Siglo XXI, Пуэбла, Пуэбла, Мексика                     | TKO 4 (12)                                          | Чемпион мира в минимальном весе по версии WBA (3-я защита Гонсалеса). Менесес в нокдауне в 3-м раунде.                                                                 |
| 24                                                  | 14 июля 2009                                        | Кацунари Такаяма (23-3-0)                           | World Memorial Hall, Кобе, Хёго, Япония                          | UD 12                                               | Чемпион мира в минимальном весе по версии WBA (2-я защита Гонсалеса). Счёт судей: 118/110 (все).                                                                       |
| 23                                                  | 28 февраля 2009                                     | Франсиско Росас (20-5-2)                            | Auditorio Guelaguetza, Оахака, Оахака, Мексика                   | MD 12                                               | Чемпион мира в минимальном весе по версии WBA (1-я защита Гонсалеса). Счёт судей: 114/114, 115/113, 116/112.                                                           |
| 22                                                  | 13 декабря 2008                                     | Мигель Теллес (18-11-0)                             | Gimansio Alexis Arguello, Манагуа, Никарагуа                     | TKO 3 (10)                                          | |
| 21                                                  | 15 сентября 2008                                    | Ютака Ниида (23-1-3)                                | Pacifico, Иокогама, Канагава, Япония                             | TKO 4 (12)                                          | Чемпион мира в минимальном весе по версии WBA (8-я защита Нииды). |
| 20                                                  | 12 июля 2008                                        | Абрахам Ириас (5-12-0)                              | Universidad de Managua, Манагуа, Никарагуа                       | TKO 2 (8)                                           | |
| 19                                                  | 13 июня 2008                                        | Хуан Франсиско Сентено (14-12-0)                    | Hotel Camino Real, Манагуа, Никарагуа                            | KO 3 (10)                                           | Сентено в нокдауне во 2-м и 3-м раунде. |
| 18                                                  | 29 февраля 2008                                     | Хавьер Мурильо (8-7-1)                              | Casino Pharaohs, Манагуа, Никарагуа                              | UD 10                                               | Мурильо в нокдауне 7 раз. |
| 17                                                  | 14 января 2008                                      | Хироси Мацумото (17-7-4)                            | Bunka Gym, Иокогама, Канагава, Япония                            | UD 10                                               | Счёт судей: 98/92 и 100/90 (дважды). |
| 16                                                  | 14 декабря 2007                                     | Хавьер Тельо (12-6-2)                               | Casino Pharaohs, Манагуа, Никарагуа                              | KO 2 (10)                                           | |
| 15                                                  | 3 ноября 2007                                       | Эриберто Гейон (23-2-1)                             | Korakuen Hall, Токио, Япония                                     | KO 1 (10)                                           | |
| 14                                                  | 13 июля 2007                                        | Мигель Теллес (18-7-0)                              | Casino Pharaohs, Манагуа, Никарагуа                              | KO 3 (10)                                           | Титул чемпиона Никарагуа в 1-м наилегчайшем весе (1-я защита Гонсалеса).                                                                                               |
| 13                                                  | 12 мая 2007                                         | Хосе Луис Варела (14-2-0)                           | Casino Pharaohs, Манагуа, Никарагуа                              | KO 1 (10)                                           | Вакантный титул WBA Fedelatin в минимальном весе. |
| 12                                                  | 30 марта 2007                                       | Висенте Эрнандес (3-9-1)                            | Casino Pharaohs, Манагуа, Никарагуа                              | TKO 2 (10)                                          | Титул WBA Fedecentro в 1-м наилегчайшем весе (2-я защита Гонсалеса).                                                                                                   |
| 11                                                  | 16 февраля 2007                                     | Элвис Ромеро (3-8-0)                                | Casino Pharaohs, Манагуа, Никарагуа                              | KO 1 (8)                                            | |
| 10                                                  | 15 декабря 2006                                     | Хуан Франсиско Сентено (14-9-0)                     | Casino Pharaohs, Манагуа, Никарагуа                              | TKO 7 (10)                                          | Титул WBA Fedecentro в 1-м наилегчайшем весе (1-я защита Гонсалеса). Сентено в нокдауне один раз в 1-м раунде, два раза во 2-м и два раза в 7-м.                       |
| 9                                                   | 6 октября 2006                                      | Оскар Мурильо (11-10-0)                             | Casino Pharaohs, Манагуа, Никарагуа                              | KO 1 (10)                                           | Вакантный титул чемпиона Никарагуа в 1-м наилегчайшем весе. Вакантный титул WBA Fedecentro в 1-м наилегчайшем весе.                                                    |
| 8                                                   | 1 сентября 2006                                     | Франсиско Меса (2-11-2)                             | Gimnasio de la UdeM, Манагуа, Никарагуа                          | KO 2 (8)                                            | |
| 7                                                   | 31 марта 2006                                       | Франсиско Меса (2-10-2)                             | Casino Pharaohs, Манагуа, Никарагуа                              | RTD 6 (10)                                          | |
| 6                                                   | 3 марта 2006                                        | Хосе Мартинес (8-8-0)                               | Casino Pharaohs, Манагуа, Никарагуа                              | KO 2 (8)                                            | |
| 5                                                   | 20 января 2006                                      | Роберто Меса (0-4-0)                                | Casino Pharaohs Hotel Camino Real, Манагуа, Никарагуа            | TKO 1 (8)                                           | Гонсалес в нокдауне. Меса в нокдауне 3 раза. |
| 4                                                   | 15 октября 2005                                     | Эдди Кастро (5-0-0)                                 | Gimansio Alexis Arguello, Манагуа, Никарагуа                     | KO 3 (6)                                            | |
| 3                                                   | 30 сентября 2005                                    | Давид Сентено (дебют)                               | Casino Pharaohs, Манагуа, Никарагуа                              | KO 1 (4)                                            | |
| 2                                                   | 19 августа 2005                                     | Николас Меркадо (дебют)                             | Casino Pharaohs, Манагуа, Никарагуа                              | KO 1 (4)                                            | |
| 1                                                   | 1 июля 2005                                         | Рамон Урбина (0-1-0)                                | Casino Pharaohs, Манагуа, Никарагуа                              | KO 2 (4)                                            | |
| Бой                                                 | Дата                                                | Соперник                                            | Место проведения                                                 | Результат                                           | Примечание |

## Интересные факты
- Все чемпионские бои провёл за пределами Никарагуа, несмотря на то что на родине провёл более половины своих боёв.
- Победил одиннадцать чемпионов мира: (1.Ютаку Нииде (WBA 2001—2003, 2004—2008), 2.Кацунари Такаяму (IBF 2013—2014), 3.Рамона Гарсию Эралеса[англ.] (WBO 2011), 4.Хуана Франсиско Эстраду (WBA WBO 2013-н.в.), 5.Франсиско Родригеса-младшего (WBO IBF 2014-н.в.), 6.Акиру Яэгаси (WBA 2011, WBC 2013—2014), 7.Эдгара Сосу  (WBC 2007—2009.), 8.Брайана Вилория  (WBC 2005—2006, IBF 2009—2010, WBO 2011—2013, WBA 2012—2013)) 9.Карлоса Куадраса  (WBC 2015—2016.), 10.Моисеса Фуэнтеса[англ.]  (WBO 2012—2013.) и 11.Халида Яфая (WBA 2016—2020).
- С сентября 2014 года по март 2017 года входил в рейтинг топ-10 лучших боксёров вне зависимости от весовой категории, а в 2015 году возглавил этот рейтинг лучших боксёров мира вне зависимости от весовой категории по версии журнала Ring[36].